# Protestos no Irã em 2019–2020

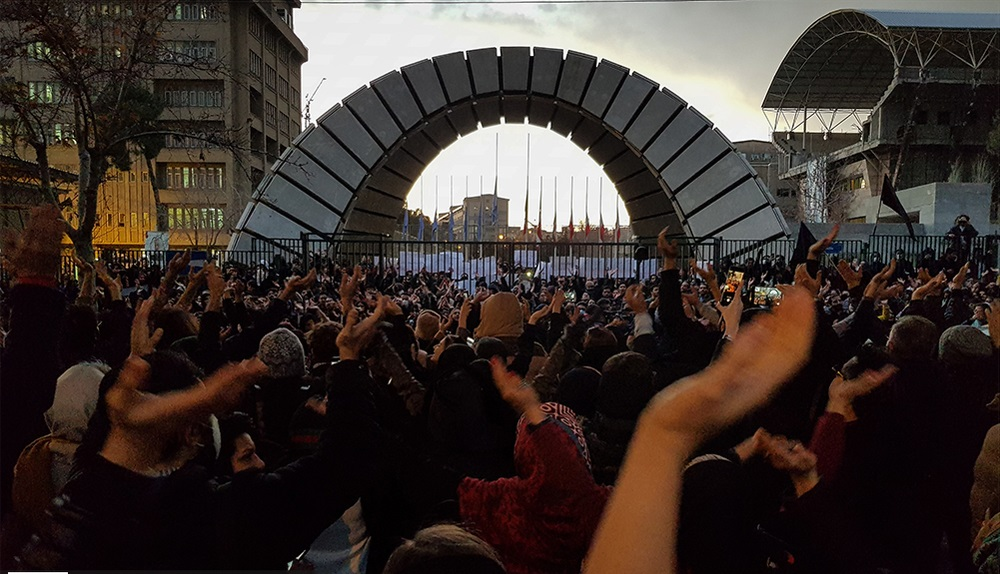
Iranianos se manifestando contra o governo, em Teerã, após a queda do Voo 752.

Protestos no Irã em 2019–2020 foi uma onda de protestos que começou em novembro de 2019 após o governo iraniano declarar que aumentaria o preço dos combustíveis. As manifestações evoluíram para tomar aspectos anti-governo e anti-corrupção. Em 2020, esses atos públicos se intensificaram após o Governo do Irã admitir, em 11 de janeiro, que havia abatido, por engano, o avião do Voo Ukraine International Airlines 752, que havia caído três dias antes. Todas as 176 pessoas a bordo, das quais 82 eram iranianas, morreram no acidente.
Durante os protestos, os manifestantes acusaram as autoridades iranianas de "mentir" sobre a queda do avião, uma vez que o governo só admitiu ter abatido o avião três dias depois do acidente e após autoridades internacionais, como o presidente dos Estados Unidos, Donald Trump, e Justin Trudeau, o Primeiro-Ministro do Canadá, dizerem que havia evidências, de múltiplas fontes, incluindo dos serviços de inteligência, que sugeriam a responsabilidade iraniana.
Os protestos repercutiram na imprensa do mundo todo, como na Reuters, Al Jazeera e Globo (empresa).

## Antecedentes
Diversos protestos já vinham acontecendo no Irã desde outubro de 2019, devido a um abrupto aumento, de 50%, no preço dos combustíveis. Meses depois, a Anistia Internacional afirmou que estes protestos poderiam ter causado a morte de mais de 200 manifestantes.
No dia 3 de janeiro de 2020, as forças americanas lançaram um ataque aéreo contra um comboio que viajava perto do Aeroporto Internacional de Bagdá que transportava vários passageiros, incluindo o general iraniano Qasem Soleimani, que acabou morto. Como represália, no dia 8 de janeiro de 2020, o Irã atacou com mísseis balísticos as bases militares americanas de Al Asad e Erbil, no Iraque. Foi durante o lançamento dos mísseis pelo Irã que o avião acabou atingido. 

## Os protestos
Os manifestantes tomaram as ruas de Teerã, capital do Irã, inicialmente no sábado, 11 de janeiro, perto das universidade de Sharif e Amir Kabir, para protestar contra as autoridades do país que "mentiram", segundo eles, ao negarem inicialmente que haviam derrubado o avião do Voo Ukraine International Airlines 752. No entanto, no decorrer das horas, os manifestantes também passaram a gritar palavras de ordem contra líderes iranianos, pediram a saída do líder supremo do Irã, o Aiatolá Ali Khamenei, e destruíram imagens do general Qasem Soleimani. Segundo a imprensa, os protestos acabaram em violência, com o uso de gás lacrimogênio pelas forças policiais iranianas."Morte ao ditador", gritavam os protestantes contra o Aaiatolá Ali Khamenei 
O então presidente estadunidense Donald Trump se manifestou em seu Twitter, dizendo: "Ao bravo e sofrido povo iraniano: Eu estou por vocês desde o início da minha Presidência, e meu governo vai continuar a apoiá-los. Estamos acompanhando os protestos de perto. Sua coragem é inspiradora."
Rob Macaire, o embaixador britânico no país chegou a ser preso por ter participado de uma vigília em memória às vítimas do acidente com o avião, tendo sido acusado de participar dos protestos. Ele foi solto três horas depois e negou que estivesse envolvido com os manifestos.
"Protestos se espalharam ao redor do Irã pelo segundo dia", escreveu a Reuters, com os manifestantes voltando às ruas no domingo, 12 de janeiro de 2020, para continuar protestando não só em Teerã, mas em outras cidades. No entanto, no segundo dia, os manifestantes aumentaram a pressão sobre os líderes do país. "Eles estão mentindo que nosso inimigo é a América, nosso inimigo está bem aqui", gritou um grupo de pessoas, referindo-se ao governo iraniano como seu inimigo.
O jornal moderado iraniano Etemad escreveu: "desculpe-se e renuncie", referindo-se ao incidente com o avião. Já a Al Jazeera escreveu: "manifestantes querem a saída dos líderes do país". 
As manifestações continuaram no dia 13 de janeiro, com gritos como "fora com os líderes religiosos". "'Morte ao ditador!', diziam outros, referindo-se ao Líder Supremo, Ayatollah Khamenei", segundo o jornal português Público, enquanto analistas se dividiam sobre a importância disto para o futuro do país. Para a BBC, Aniseh Bassiri Tabrizi, pesquisadora do Royal United Services Institute (Rusi) e especialista em segurança no Oriente Médio, disse que "e as atitudes do governo em relação ao acidente podem reverberar na política e na sociedade iranianas por meses e, até mesmo, anos". 